# أندريس مانويل ديل ريو
أندريس مانويل ديل ريو (بالإسبانية: Andrés Manuel del Río)‏ هو أستاذ جامعي وكيميائي وجيولوجي إسباني، ولد في 10 نوفمبر 1764 في مدريد في إسبانيا، وتوفي في 23 مارس 1849 في مدينة مكسيكو في المكسيك.